# Lars Israel Wahlman
Lars Israel Wahlman est un architecte suédois né le 17 avril 1870 à Hedemora (Dalécarlie) et décédé le 18 septembre 1952 à Danderyd (banlieue de Stockholm). On lui doit notamment un certain nombre d'édifices religieux.

## Biographie
Wahlman étudia dans les années 1889-1893 à l'Institut royal de technologie (KTH) de Stockholm où il eut pour professeur Isak Gustaf Clason, qui le fit travailler aussi dans son atelier. Après son examen de sortie, il devint assistant dans ce même institut à partir de 1894, et y détint une chaire professorale de 1912 à 1935. Son enseignement était axé sur l'architecture du paysage et sur son histoire, ainsi que sur les techniques traditionnelles de construction en bois, sujet sur lequel il publia de nombreux articles.
Il développa son style en s'inspirant de l'architecture britannique des villas et du paysage, en particulier de Baillie Scott. L'influence du mouvement Arts and Crafts se reflétait dans son intérêt pour les réalisations artisanales et son goût pour les matériaux naturels bruts, qu'il combinait avec le savoir-faire ancestral des charpentiers de sa Dalécarlie natale. Toute son œuvre, inscrite dans la mouvance nationale-romantique, montre par ailleurs son goût pour les formes Art nouveau.
Les nombreuses églises qu'il a signées (la plus célèbre étant l'église d'Engelbrekt à Stockholm) l'ont aussi amené à s'intéresser à l'acoustique des bâtiments.

## Principales réalisations
- 1894-1897 : château de Hjularöd (Scanie), en tant qu'assistant de Isak Gustaf Clason
- 1897-1904 : château de Tjolöholm (Halland)
- 1901 : villas Trefnan et Trotzgården (Hedemora)
- 1904 : villa Tallom (Danderyd), sa propre maison-atelier
- 1906-1914 : église d'Engelbrekt (Stockholm)
- 1919-1929 : église de Nynäshamn (Nynäshamn)
- 1921 : tour Cedergren (Danderyd)
- 1922-1925 : église suédoise d'Oslo (Norvège)
- 1929-1931 : église de Sandviken (Sandviken)
- 1930 : chapelle Saint-Anschaire (Birka)
- 1930 : église de Tranås (Tranås)
- 1938 : chapelle du cimetière de Djursholm (Danderyd)
- 1940 : grande église d'Östersund (Östersund)

## Galerie

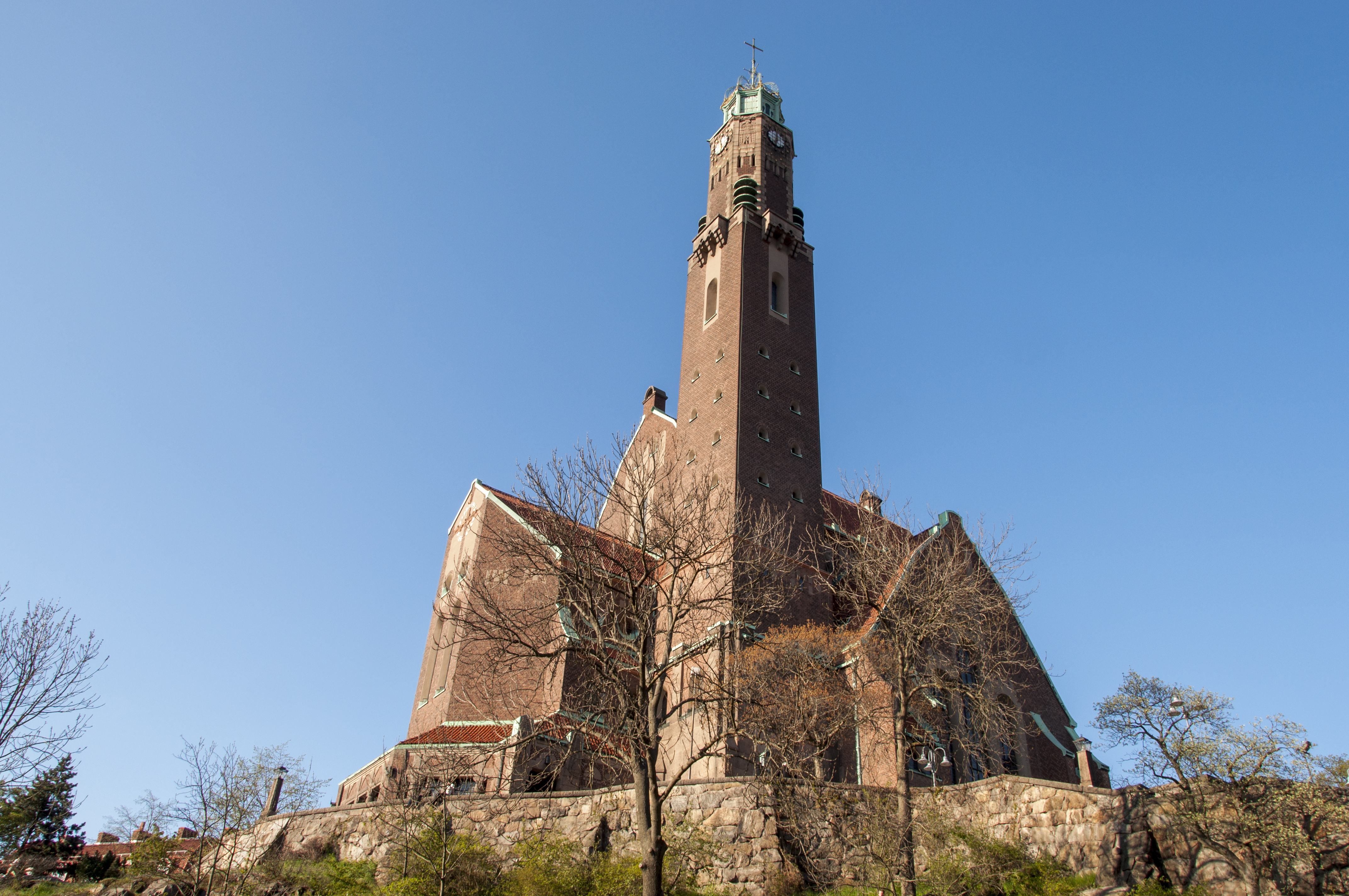
Église d'Engelbrekt.
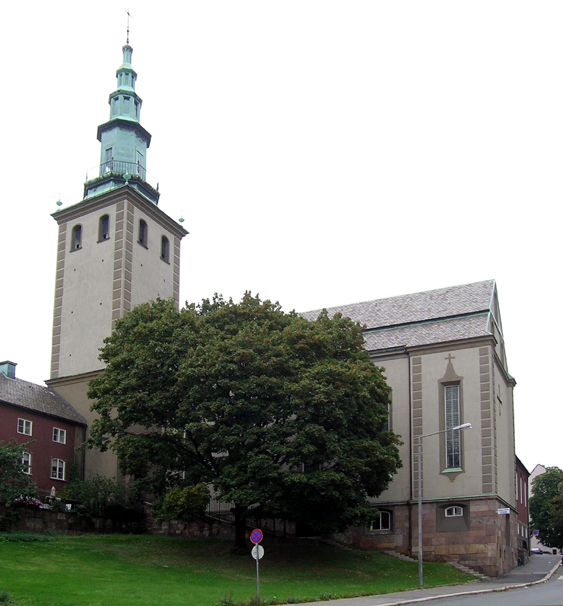
Église suédoise d'Oslo.
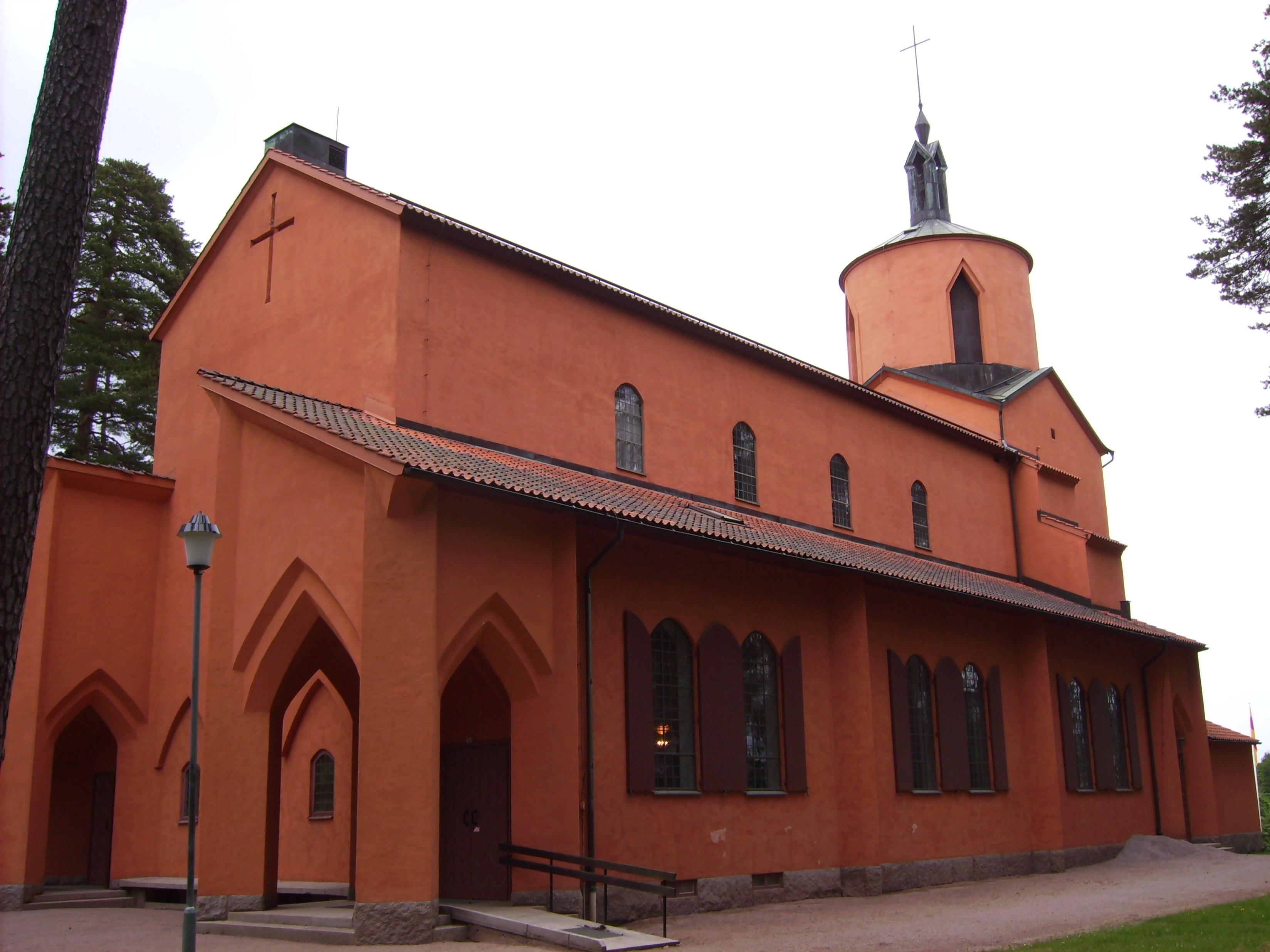
Église de Tranås.
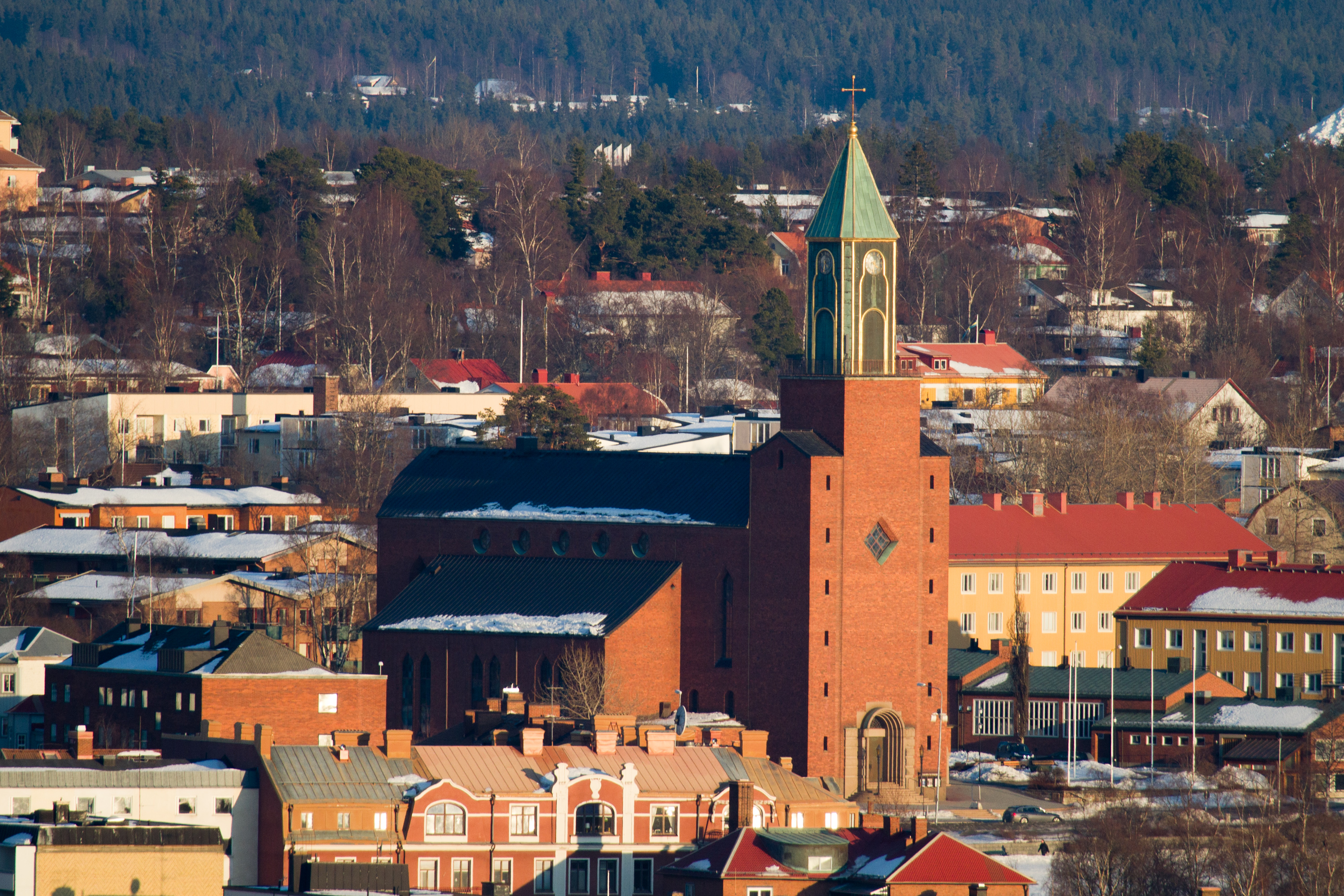
Grande église d'Östersund.

## Sources
- (sv) Cet article est partiellement ou en totalité issu de l’article de Wikipédia en suédois intitulé « Lars Israel Wahlman » (voir la liste des auteurs).